# Белокрылый трубач
Белокрылый трубач (лат. Psophia leucoptera) — вид птиц из семейства трубачей. Подвидов не выделяют.
Вид распространён в северной части Южной Америки. Встречается на западе Бразилии, востоке Перу и на севере Боливии. Обитает в дождевых лесах Амазонии.

## Описание
Белокрылый трубач достигает длины 45—52 см, самцы весят 1,28—1,44 кг, самки немного легче и весят от 1,18 до 1,32 1 кг. Общая окраска оперения чёрного цвета. Второстепенные маховые перья блестящего белого цвета, на сложенных крыльях образуют большое чисто белое пятно. Нижняя часть горла без зелёной переливчатости, а верхние кроющие перья крыльев переливаются фиолетовым, зелёным и бронзовым оттенками.Клюв бледно-серый с жёлтым основание, ноги серые.

## Питание
Белокрылый трубач питается в основном спелыми фруктами, доля которых составляет 90% сухого веса и 88% калорий от общего количества потребляемой пищи. 
В состав рациона входят также членистоногие, иногда кольчатые черви и мелкие позвоночные, такие как змеи.В случае угрозы птицы взлетают на ветви высоких деревьев или пытаются убежать от врага по земле. Ночь проводят в верхушках высоких деревьев. 

## Размножение
Сезон размножения продолжается с сентября по апрель. Образует кооперативно-полиандрические группы. Гнездо находится в выдолбленном отверстии в стволе дерева, в среднем на высоте 11 м над землей. В кладке 2—4 (обычно три) белых яйца размером 60-69 x 47-50 мм; инкубационный период составляет 23-29 дней. Молодые птицы имеют густое тёмное пуховое оперение для лучшей маскировки. Птенцы покидают гнездо на следующее утро после вылупления; первые 3 недели они полностью зависят от взрослых в плане получения пищи и частично зависят от взрослых в плане получения пищи примерно до трёхмесячного возраста. Продолжительность жизни составляет 10—15 лет.